# 창골축구장
창골축구장(倉골蹴球場, Changgol Football Field)은 대한민국 서울특별시에 있는 스포츠 시설이다. 인조잔디 필드가 갖춰진 경기장이며, 2007년 7월에 준공되었다.

## 참고 문헌
- “창골축구장”. 도봉구시설관리공단.[깨진 링크(과거 내용 찾기)]
- 〈창골축구장〉. 《디지털도봉문화대전》. 한국학중앙연구원.
- 《2023 전국 공공체육시설 현황 (2022년 12월말 기준)》. 대한민국 문화체육관광부. 2024.